# 울산 나들목
울산 나들목(Ulsan IC)은 울산광역시 울주군 범서읍 굴화리와 남구 무거동에 걸쳐 설치된 울산고속도로의 교차로이자 울산고속도로의 종점이다. 다른 명칭으로는 신복 교차로라고 불리고 있다. 울산 요금소와의 거리가 1km 정도이며, 이 나들목과 연결된 신복고가차도를 통해 남부순환도로와 직결되고, 신복고가차도의 옆차로를 통해 국도 제7호선과 간접 연결된다. 인근에 울산대학교와 울산문수축구경기장, 울산우정혁신도시가 있다.

## 연혁
- 1969년 12월 29일 : 언양울산고속도로 개통에 따라 영업 개시[1]

## 구조물 정보
- 위치: 울산광역시 울주군 범서읍 굴화리, 남구 무거동

## 신복고가차도
울산 요금소와 장검 나들목을 나선 뒤 약 1km 뒤에 분기한다. 1~2차로는 울산문수축구경기장, 울산지방법원, 울산지방검찰청 방향의 남부순환도로와 연결되며, 3~4차로는 국도 제7호선과 연결된다.

## 접속하는 도로
- 남부순환도로
- 간접 연결 : 국도 제7호선 (대학로, 북부순환도로), 국도 제14호선 (대학로, 북부순환도로), 삼호로

## 인근 시설
- KT서울산지사
- 울산대학교
- 울산과학대학
- 문수축구경기장
- 울산지방법원

## 갤러리

신복로터리 울산행 고속버스는 이곳에서 중간 승하차한다.
신복고가차도